# Peromyscus simulus
 Peromyscus simulus , cunoscut și sub denumirea de șoarecele Nayarit sau, uneori, ca șoarecele Sinaloa, este o specie de rozător din familia Cricetidae, care se găsește doar în Mexic, având ca areal zona costală a statelor Nayarit și Sinaloa la Oceanul Pacific. A fost descoperit în localitatea San Blas din statul mexican Nayarit. Studierea sa inițială și denominarea binomială se datoresc lui Osgood (1904) iar ridicarea sa la rangul de specie se datorește lui Carleton în 1977.